# Un hivern a Mallorca
Un hivern a Mallorca (en l'original en francès Un hiver à Majorque) és un quadern de viatge autobiogràfic escrit per George Sand, amant llavors de Frédéric Chopin, editat el 1842, encara que va aparèixer per primera vegada el 1841 en la Revue des deux mondes.
En aquesta obra, Sand relata les vivències del seu viatge i de la seva estada amb Chopin a l'illa de Mallorca a causa de la malaltia del pianista. Sand i Chopin i els dos nens de Sand van romandre a la Cartoixa de Valldemossa uns mesos, des de finals de 1838 fins a febrer de 1839, temps en què pretenien que la salut de Chopin millorés, encara que a les Balears van confirmar que havia contret tuberculosi. Aquell any, però, l'hivern va ser dur i la seva situació no va millorar, així que no van tardar a tornar a Barcelona, després a Marsella i per acabar a París.

## Traduccions al català
- Un hivern a Mallorca, traducció al català de Marta Bes Oliva, Edhasa, col·lecció Clàssics Moderns, 1992, ISBN 8435034437 (amb un text de Robert Graves com a apèndix); reeditada per Edicions 62, col·lecció Lectura Plus, 2009 ISBN 9788429763379.
- Un hivern a Mallorca. L'epistolari de la turista George Sand, traducció al català d'Antoni-Lluc Ferrer, Edicions de 1984, col·lecció "La Clàssica", 2013, ISBN 9788415835202